# Raniero Aureli
Raniero Aureli (Roma, 1885 – Roma, 1975?) è stato un pittore e acquerellista italiano.

## Biografia
Raniero Aureli ebbe dal padre Giuseppe, pittore, i primi rudimenti dell'arte. Si diplomò al Liceo Artistico di Roma. Decisivo e formativo fu per lui l'incontro con Pio Joris (1843-1911), un pittore e acquerellista che si era formato alla scuola di Mariano Fortuny e che dipingeva dal vero, ma creava anche quadri storici di ampie dimensioni. Il sodalizio durò un paio d'anni. Raniero Aureli entrò più tardi nell'orbita di Onorato Carlandi, che considerò come il suo vero maestro. Aderì al gruppo dei XXV della Campagna romana col soprannome di "Gallo cedrone", per l'orgoglio mostrato con la sua divisa da ufficiale. Lo studio dal vero, alla luce del giorno, in un primo tempo gli suggerì opere che risentivano ancora di una impostazione accademica. Passò quindi a sperimentare il divisionismo, tecnica tanto cara agli artisti della sua epoca, realizzando figure dai contorni un po' sfumati e calate in una luminosità quasi irreale. Riscoprì più tardi il gusto per una pittura più aderente alla realtà e realizzò scorci di paesi e paesaggi della campagna romana, avvolti in una atmosfera melanconica e solitaria. Dipinse anche ritratti di popolane, soprattutto ad Anticoli Corrado, dove soggiornò a lungo. Sposò Vittoria Pompei, una modella del luogo. Preferiva usare l'olio su tavoletta, che era più comodo per la pittura en plein air. Per questo motivo molti suoi dipinti sono di piccole dimensioni. Aveva preso uno studio in via Arcione, poi passò in via della Panetteria, infine in via Margutta.
Il Civico museo di arte moderna di Anticoli Corrado possiede due dipinti di Raniero Aureli: 
- La Ficciola - Anticoli Corrado, anni '30, olio su tavola
- Anticoli - 1935 c., olio su compensato

### Mostre
Raniero Aureli espose nel 1902 e nel 1910 con la Società degli Amatori e Cultori di belle arti, di Roma; nel 1910 con l'Associazione Artistica Internazionale di Roma e con la Associazione degli Acquarellisti romani, di Roma. Era presente alla I Biennale Romana, alla Secessione Romana del 1913 e nello stesso anno alla Società dei Grigio-verdi, a Napoli.

### Altre sue opere
- Anticoli, olio

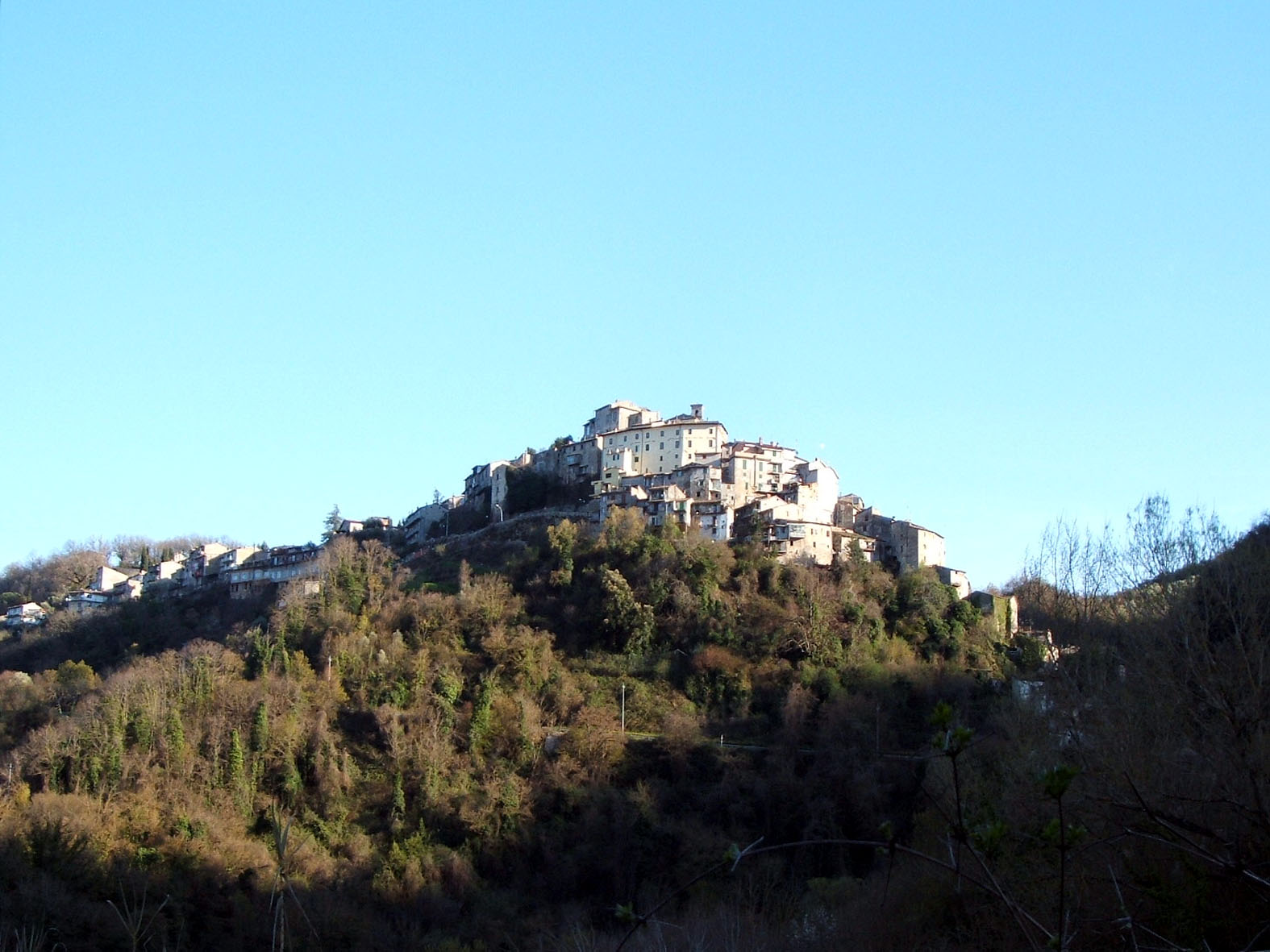
Anticoli Corrado

- Paesaggio fluviale,  olio su tavola
- Carro di fieno sulla via Appia, olio su tavola
- Villa Umberto, olio su cartone
- L'inverno muore
- Papaveri in fiore, 1930
- Scorcio di paese con contadini
- La trita del grano (la battitura del grano sull’aia)
- Bosco

### Curiosità
- Raniero Aureli, in risposta alle provocazioni dei Futuristi, inventò il "Circolo della pippa" (in dialetto romanesco "pipa" si scrive con due "p") allo scopo di poter chiacchierare, bere e fumare in santa pace.[2]

Pio Joris, Donne della campagna romana